# Anthaster
Anthaster is een geslacht van zeesterren uit de familie Oreasteridae.

## Soort
- Anthaster valvulatus (Muller & Troschel, 1843)